# Woodlawn (condado de Lonoke)
Woodlawn es un área no incorporada ubicada en el condado de Lonoke en el estado estadounidense de Arkansas.

## Geografía
Woodlawn se encuentra ubicada en las coordenadas 34°55′20″N 91°52′33″O / 34.92222, -91.87583.